# 长飞光纤
长飞光纤光缆股份有限公司（英語：Yangtze Optical Fiber and Cable Joint Stock Limited Company (Abbr. YOFC)，港交所：6869；上交所：601869），简称长飞光纤、长飞公司，成立于1988年5月，是一家专注于光纤预制棒、光纤和光缆等相关产品的中外合资公司，总部位于中国湖北省武汉市。公司位于武汉市东湖高新技术开发区光谷大道9号，主要生产光纖、光纜，以及射頻同軸電纜、配件等産品，公司擁有完備的集成系統、工程設計服務與解決方案，爲通信行業及其他行業（包括公用事業、運輸、石油化工及醫療）提供各種光纖光纜産品及相關解決方案。

## 历史
1988年由原中国邮电部、武汉市政府和荷兰飞利浦公司共同投资兴建；后由中国电信集团公司全资子公司中国华信邮电经济开发中心、武汉长江通信产业集团股份有限公司与荷兰德拉克通信科技公司共同经营。
股份在2014年12月10於港交所主板上市。全球招股定價為7.39-10.28 港元，集資額為11.81-16.43億港元，發行股份為1.59億H股，用作）用於全球採購原材料（主要包括若干化學氣體（例如四氯化硅、四氯化鍺和六氟乙烷），以用於目前開發中且預期可配合既有PCVD工藝的光纖預製棒生產工序）及設備。